# 瑪麗亞視星鯰
瑪麗亞視星鯰，為輻鰭魚綱鯰形目視星鯰科的其中一種，為熱帶淡水魚，分布於南美洲梅塔河上游流域，體長可達10公分，棲息在底層水域，生活習性不明。

## 扩展阅读
維基物種上的相關：瑪麗亞視星鯰